# Горохолина (річка)
Горохо́лина — річка в Україні, у Івано-Франківському районі Івано-Франківської області. Ліва притока Бистриці-Надвірнянської (басейн Дністра).

## Опис
Довжина 28 км, площа басейну 71,1 км². Бере початок на схилах гори Горохолинська, поблизу села Горохолин Ліс. Ширина річища до 8 м. Похил річки 4,1 м/км. Живлення мішане. Водний та льодовий режими нестійкі. Часто бувають паводки. Льодостав триває від грудня до кінця лютого. Воду Горохолини використовують для зрошування та сільськогосподарських потреб.

## Розташування
Утворюється з кількох струмків у межах села Горохолин Ліс, у південній його частині, між Великою горою зі сходу та трасою Івано-Франківськ — Надвірна із заходу, на висоті 440 м над рівнем моря. Бере початок із північних схилів гори Гостра (525 м). Спочатку тече глибокою долиною на північ. Не досягнувши 4 км, повертає на схід, огинаючи Горохолинську гору (442 м) із заходу та півночі, і перетинає село Горохолина. У нижній частині села змінює напрямок на північно-східний і переходить у межі Забережжя, де тече західним краєм лісу Лази, що простягається на відстані 4 км між цим потоком та Бистрицею-Надвірнянською. У подальшій течії він утворює західний кордон громад Іваниківка та Радчі, а зі сходу — Березівки та Черніїва. Згодом проходить громадою Чукалівка, течучи паралельно до Бистриці-Надвірнянської, і на межі громади Опришівці впадає в неї з лівого берега. Найбільша притока, яку Горохолина приймає з лівого берега, — річка Похівка.